# Kasper Niesiecki

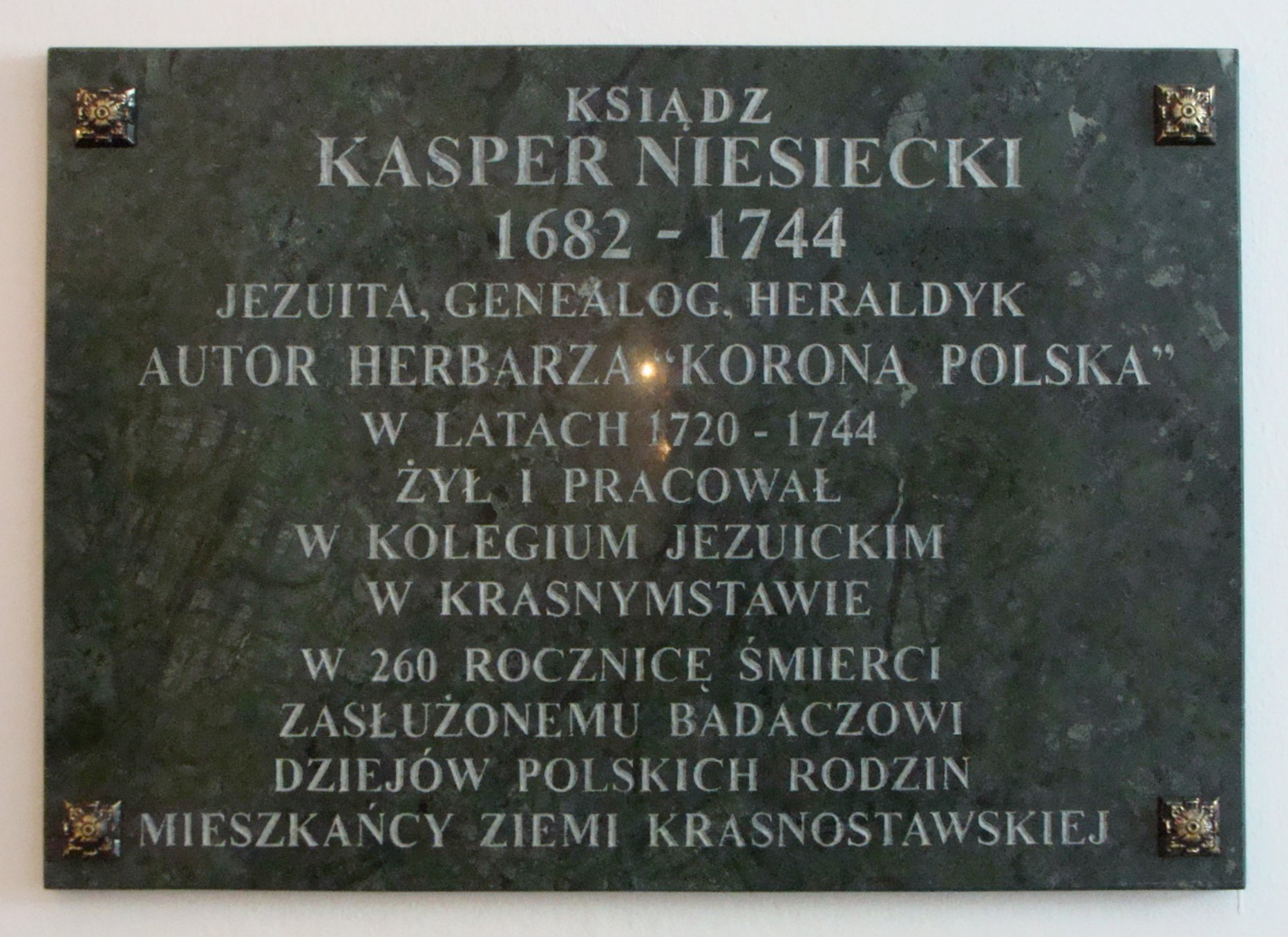
Tablica pamiątkowa w dawnym kolegium jezuickim

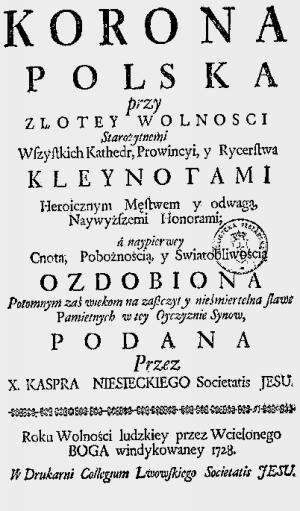
Korona Polska, Lwów 1728

Kasper Niesiecki (ur. 31 grudnia 1682, zm. 9 lipca 1744 w Krasnymstawie) – polski genealog heraldyk, jezuita, leksykograf, pisarz, teolog, kaznodzieja.

## Życiorys
Urodzony w Wielkopolsce. Z pochodzenia był mieszczaninem. Uczęszczał do kolegium jezuitów w Krośnie. W 1699 wstąpił do nowicjatu jezuickiego w Krakowie, w latach 1701–1704 studiował filozofię w kolegium jezuitów w Lublinie, zdobywając tytuł magistra. Uczył się też w Łucku i Krośnie. W latach 1707–1710 studiował teologię w Krakowie. W czerwcu roku 1710 otrzymał święcenia kapłańskie i stanowisko profesora retoryki oraz poetyki w Jarosławiu, gdzie też był kronikarzem tamtejszego Kolegium. Wykładał retorykę w kolegiach: w latach 1712–1713 w kolegium jezuitów w Bydgoszczy, w 1713/1714 w Chojnicach oraz etykę i matematykę w 1714/1715 w Kaliszu. W latach 1715–1724 był kaznodzieją na Mazowszu, w Wielkopolsce, Małopolsce i na Rusi (m.in. w Krakowie, Lublinie, Lwowie i Krasnymstawie). Od 1724 przebywał w klasztorze w Krasnymstawie, gdzie pracował nad swoim najsłynniejszym dziełem Herbarz Polski (wydanym w czterech tomach pt. Korona Polska w latach 1728–1743). Jego wydanie przyniosło mu przykrości, a nawet skargi sądowe. W roku 1741 został regensem seminarium sandomierskiego. Zmarł 9 lipca 1744 w Krasnymstawie.

## Twórczość
Najbardziej znane jest 5463-stronicowe wydanie z lat 1839–1845: HERBARZ POLSKI ks. Kaspra Niesieckiego S.J. powiększony dodatkami z późniejszych autorów, rękopisów, dowodów urzędowych i wydany przez Jana Nep. Bobrowicza w Lipsku, nakładem i drukiem Breitkopfa i Hertela.

### Ważniejsze dzieła
- Korona polska przy złotej wolności starożytnymi wszystkich katedr, prowincji i rycerstwa klejnotami... ozdobiona, potomnym zaś wiekom na zaszczyt i nieśmiertelną sławę pamiętnych w tej ojczyźnie synów podana... roku wolności ludzkiej przez wcielonego Boga windykowanej 1728, t. 1-4, Lwów 1728-1743 (t. 1, cz. 2 pt. Herby i familie rycerskie, tak w Koronie, jako i w Wielkim Księstwie Litewskim; według J.D. Janockiego: t. 5 zaczęty przez autora dokończył w rękopisie S. Czapliński); wyd. następne pt. Herbarz polski... powiększony dodatkami z późniejszych autorów, rękopismów, dowodów urzędowych, wyd. J.N. Bobrowicz, t. 1-10, Lipsk 1839-1845 (z dopełnieniami I. Krasickiego i J. Lelewela); na podstawie herbarza Niesieckiego oprac.: H. Stupnicki Herbarz polski, t. 1-3, Lwów 1855-1862; K. Łodzia-Czarniecki Herbarz polski, t. 1-2, Gniezno 1875-1882

### Listy
- Do J.A. Załuskiego z 1732, wyd. K. Tyszkowski „Niesiecki a Załuski...”, Exlibris 1924, zeszyt 6